# هوكتيف

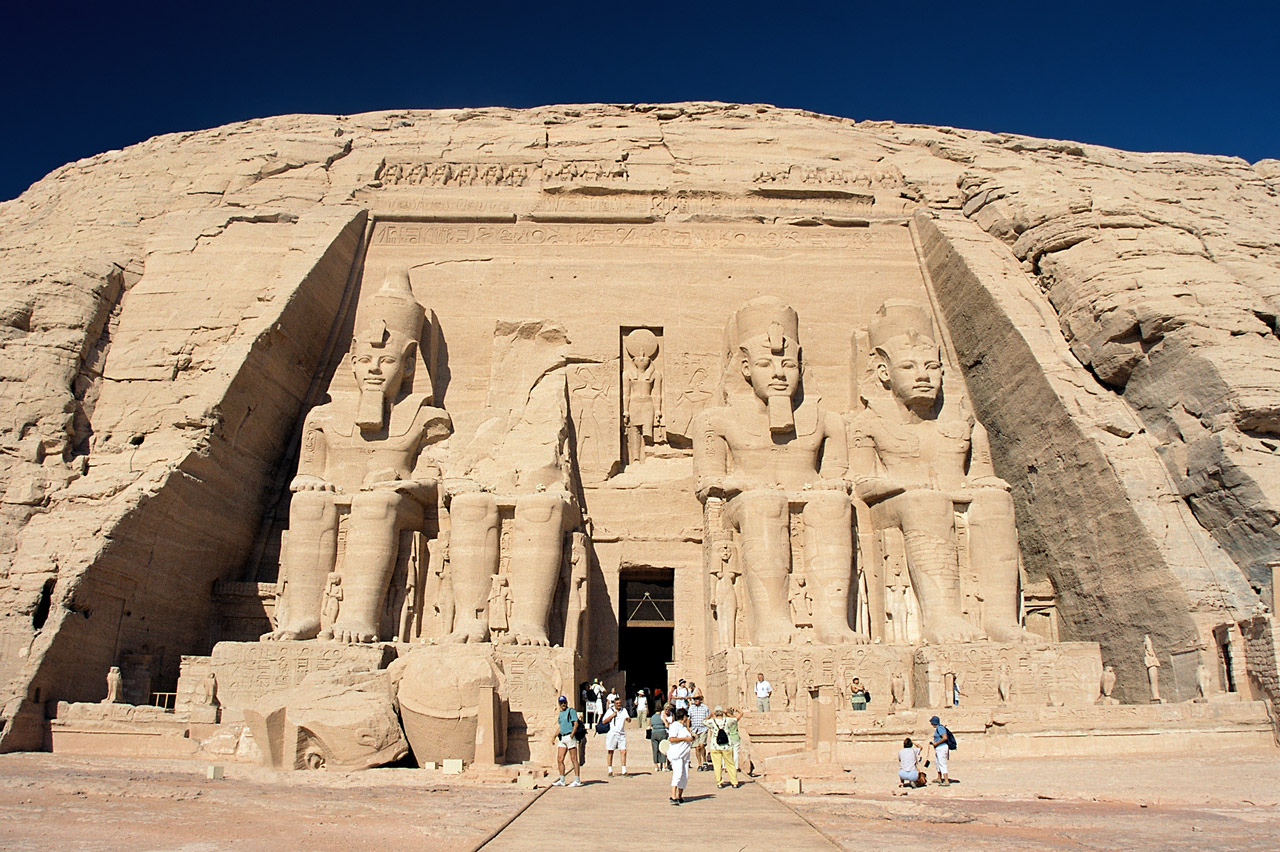
انتقلت واجهة المعبد الأكبر بأبو سمبل هربًا من ارتفاع النيل. الجرف الموجود خلف المعبد اصطناعي، وقد تم إنشاؤه للسماح بنقل المعبد إلى موقع أعلى.

هوكتيف أيه جيه هي شركة بناء ألمانية مقرها في إيسن ، شمال الراين وستفاليا ، ألمانيا. هوكتيف هي أكبر شركة إنشاءات في ألمانيا وتعمل على مستوى دول العالم، وتصنف كواحدة من أكبر شركات البناء العامة في الولايات المتحدة من خلال شركة بناء تيرنر التابعة لها، وفي أستراليا من خلال ملكية 90% في مجموعة سي آي إم آي سي . وفي عام 2010، وظفت أكثر من 70 ألف موظف في خمسة أقسام للشركة. إحدى هذه الشركات، إمتيازات هوكتيف ، هي مشغل رئيسي للمطارات. ويشارك الآخرون في تخطيط مشاريع البناء والتمويل والبناء والتشغيل. بلغت قيمة الأعمال المنجزة في عام 2010 23.23 مليار يورو ، منها أكثر من 80% قادمة من عمليات خارج ألمانيا.
يعود تاريخ الشركة إلى عام 1874 ويتضمن إنجازات هندسية مثل نقل معابد أبو سمبل الصخرية في مصر (إنقاذها من ارتفاع نهر النيل الناجم عن السد العالي في أسوان )،  ومشاريع البنية التحتية مثل السد العالي الجديد. مطار أثينا الدولي  وأول محطة للطاقة النووية في ألمانيا. ويُشار إليه أيضًا بمشاركته في حركة باوهاوس ،  وخاصةً لعمله في منجم زولفيرين  وإعادة بناء منزل كاندينسكي - كلي في ديساو ؛  كلا مواقع التراث العالمي . خلال الحرب العالمية الثانية، قامت بنشر العمل القسري في مشاريع البناء. قامت ببناء مخبأ الفوهرر في برلين ، مسرح انتحار أدولف هتلر ، بالإضافة إلى منزل هتلر في بيرغوف ومقر ولفشانزي . وشملت الإنشاءات الحديثة جسر البوسفور ( تركيا )،  مطار الملك عبد العزيز الدولي ( المملكة العربية السعودية )،  وميسيتورم (برج المعرض)  وبرج كوميرزبانك  في فرانكفورت .
في أواخر عام 2010، أطلقت شركة البناء الإسبانية
مجموعة آ.ثي.إسه ، التي تمتلك بالفعل حصة 30 بالمائة في هوكتيف، عرضًا يسمح لشركة مجموعة آ.ثي.إسه بالاستحواذ على حصة إضافية قدرها 20 بالمائة في هوكتيف. تمت الموافقة على العرض من قبل هيئة الرقابة المالية الفيدرالية الألمانية (بافين) في 29 نوفمبر 2010. قامت مجموعة آ.ثي.إسه بزيادة حصتها في هوكتيف إلى 50.16 بالمائة في يونيو 2011،  لتتولى فعليًا السيطرة على هوكتيف.

### النهضة والتوسع الدولي

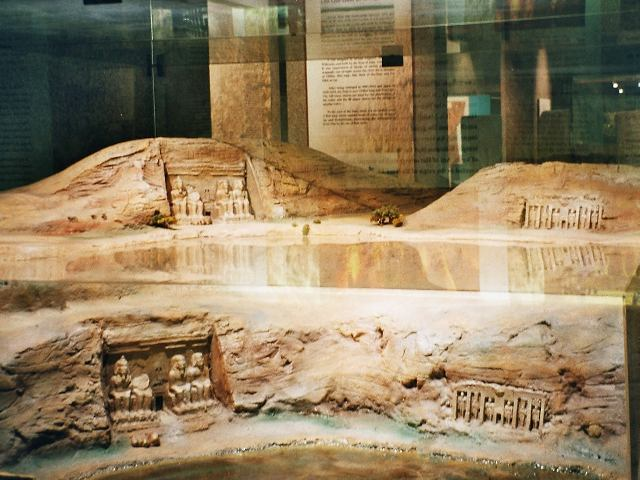
المواقع القديمة والجديدة لمعابد أبو سمبل

تولى جوزيف مولر منصب الرئيس التنفيذي في عام 1950. تم اتخاذ قرار بتنفيذ المزيد من المشاريع الدولية، بعد فترة من العمل المنزلي بشكل أساسي بعد الحرب العالمية الثانية. وشمل ذلك سلسلة من أعمال البنية التحتية للطاقة في تركيا وإنشاء أعمال الجسور والصهر في مصر خلال أوائل الخمسينيات. تم تنفيذ العديد من المشاريع من هذه الفترة خارج العالم الأول ، وغالبًا ما تم تمويلها من ميزانيات المساعدات التنموية .
وحققت الشركة نجاحًا كبيرًا في الستينيات، ومرة أخرى في مصر. يهدد ارتفاع منسوب مياه نهر النيل (نتيجة بناء السد العالي في أسوان ) مجمع معابد أبو سمبل القديمة . تم تفكيك الموقع بالكامل وإعادة تجميعه على بعد 200 متر من النهر، وأعلى بمقدار 65 مترًا،  بتكلفة بلغت حوالي 36 مليون دولار أمريكي .

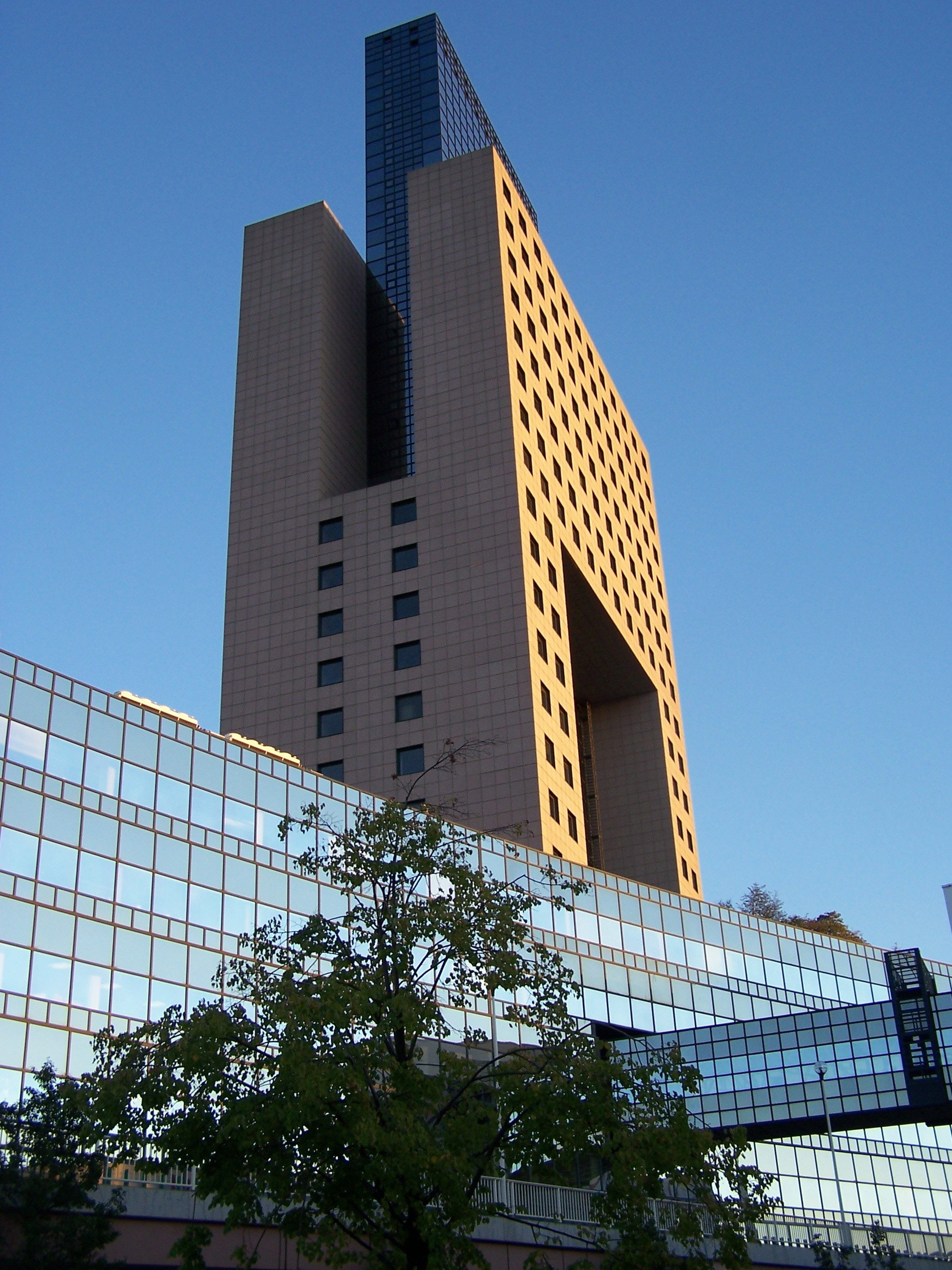
معرض ميسي تورهاوس الراديكالي في فرانكفورت، مع " المقصلة "